# Koos de la Rey
Jacobus Herculaas de la Rey (22 de outubro de 1847 — 15 de setembro de 1914), conhecido como Koos de la Rey foi um general bôer durante a Segunda Guerra Anglo-Bôer e é amplamente lembrado como um dos mais fortes líderes militares durante esse conflito.
Ele é geralmente considerado como o mais bravo dos generais bôeres durante a Segunda Guerra dos Bôeres e como uma das principais figuras da independência Bôer. ComComo em uma guerrilha, a sua táctica revelou-se extremamente bem sucedida. De la Rey se opôs à guerra até que o final, mas quando ele foi acusado de covardia durante uma sessão de Volksraad pelo Presidente Paul Kruger, ele respondeu que se o tempo para a guerra chegou, ele estaria lutando muito tempo depois de Paul Kruger desistir da guerra.